# Team Ukyo/Saison 2013
Dieser Artikel listet Erfolge und Fahrer des Radsportteams Ukyo in der Saison 2013 auf.

## Erfolge in der UCI Asia Tour
| Datum           | Rennen                          | Kat. | Fahrer               |
| --------------- | ------------------------------- | ---- | -------------------- |
| 5. September    | 2. Etappe Tour of East Java     | 2.2  | José Vicente Toribio |
| 4.–6. September | Gesamtwertung Tour of East Java | 2.2  | José Vicente Toribio |

## Abgänge – Zugänge
| Zugänge                           | Team 2012                 | Abgänge           | Team 2013       |
| --------------------------------- | ------------------------- | ----------------- | --------------- |
| José Vicente Toribio              | Andalucía                 | Yoshiyuki Shimizu | Nasu Blasen     |
| Yukihiro Doi                      | Team Argos-Shimano        | Yoshimitsu Tsuji  | Shonan Bellmare |
| Takahiro Yamashita                | Matrix Powertag           | Shōta Saitō       | Unbekannt       |
| Takayuki Abe                      | Shimano Racing Team       | Tomonori Satō     | Unbekannt       |
| Vladimir López                    | Polygon Sweet Nice (2008) |                   |                 |
| Takuto Kurabayashi                | Neoprofi                  |                   |                 |
| Jin Ōkubo                         | Neoprofi                  |                   |                 |
| Sōma Yonai                        | Neoprofi                  |                   |                 |
| Antonio Cabello (ab 8. September) | Telco´m-Conor             |                   |                 |

## Mannschaft
| Name                 | Geburtstag         | Nationalität |
| -------------------- | ------------------ | ------------ |
| Takayuki Abe         | 12. Juni 1986      | Japan        |
| Antonio Cabello      | 5. Januar 1990     | Spanien      |
| Yukihiro Doi         | 18. September 1983 | Japan        |
| Tomoya Kano          | 14. Juli 1973      | Japan        |
| Takuto Kurabayashi   | 1. Februar 1992    | Japan        |
| Vladimir López       | 8. Januar 1988     | Kolumbien    |
| Jin Ōkubo            | 8. Oktober 1988    | Japan        |
| Yoshiaki Shimada     | 20. Januar 1989    | Japan        |
| José Vicente Toribio | 22. Dezember 1985  | Spanien      |
| Takahiro Yamashita   | 20. November 1985  | Japan        |
| Sōma Yonai           | 16. Januar 1991    | Japan        |

Weitere Fahrer, die aber nicht bei der UCI als Fahrer des Teams registriert wurden: Daisuke Imanaka, Tomoyuki Inui, Ukyō Katayama, Takaaki Ōta, Masahiro Taniguchi und Keisuke Wakasugi.